# Mondo sinistro
Mondo sinistro is een single van Al Stewart. Het was de eerste single afkomstig van zijn album 24 Carrots. Althans dat gold voor Europa. In de Verenigde Staten werd Midnight rocks als single uitgegeven. Stewart scoorde daar een klein hitje mee, maar de Europese release haalde voor zover bekend nergens een hitparadenotering.
Mondo sinistro gaat over het regelmatige bezoek van Stewart aan de plaatselijke bistro. De vrouwelijke bediende zorgt voor enige zonneschijn in een sinistere wereld. De B-kant Merlin’s time gaat niet over Merlijn de Tovenaar, maar over een strijder uit een gedicht van Robin Williamson, tevens folkzanger.